# Szentgyörgyi György (pilóta)
Szentgyörgyi György (Őcsény, 1956 –) magyar autómérnök, pilóta, oktató. A legeredményesebb magyar vadászpilótának, Szentgyörgyi Dezsőnek az unokaöccse.

## Életpályája
1976-ban az őcsényi repülőtéren vizsgázott vitorlázórepülőként. 1981-ben a Budapesti Műszaki Egyetemen autómérnöki diplomát szerzett. 1996-ban került a Magyar Légiközlekedési Vállalathoz (Malév), ahol a Boeing 737-es típus szinte minden változatát (-200, -300, -400, -500, -600, -700, -800) repülte. Legemlékezetesebb tettei közé tartozik, hogy egy kétmotoros kisgéppel átrepülte az Atlanti-óceánt, az Azori-szigetek és Spanyolország érintésével jutott el Kanadából Őcsénybe. 2004. december 4-én repülte első kapitányi útját. Több mint 10 000 órát töltött a levegőben. Az utolsó 3 évben a magyar légitársaságnál az év pilótájának választották. A Malév csődjét követően 2012 áprilisában került Indonéziába, ahol a szimulátoros kiképzést irányította. 2015-től visszatért Európába, és teherszállító repülőgépeket vezetett a visszavonulásáig.

## Szakmai sikerek
A Nemzetközi Repülőszövetség (angolul: Fédération Aéronautique Internationale) (FAI) 69. magyarként, az 1994-ben megtartott kongresszusán Paul Tissandier diplomát adományozott részére, a magyar sportrepülésben elvégzett informatikai fejlesztések elismeréseként.

## Magánélete
Szentgyörgyi György jelenleg Őcsényben él. Nős, 2 lány édesapja, akik szintén vitorlázórepülőt vezetnek, valamint 1 unokája van.